# Polesine Parmense
Polesine Parmense is een gemeente in de Italiaanse provincie Parma (regio Emilia-Romagna) en telt 1476 inwoners (31-12-2004). De oppervlakte bedraagt 25,0 km², de bevolkingsdichtheid is 60 inwoners per km².
De volgende frazioni maken deel uit van de gemeente: Ardella, Ardola, La Motta, Ongina, Santa Croce, Vidalenzo.

## Demografie
Polesine Parmense telt ongeveer 581 huishoudens. Het aantal inwoners steeg in de periode 1991-2001 met 0,7% volgens cijfers uit de tienjaarlijkse volkstellingen van ISTAT.
| Jaar | Inwoneraantal |
| ---- | ------------- |
| 1991 | 1499          |
| 2001 | 1509          |

## Geografie
Polesine Parmense grenst aan de volgende gemeenten: Busseto, Stagno Lombardo (CR), Villanova sull'Arda (PC), Zibello.
Albareto · Bardi · Bedonia · Berceto · Bore · Borgo Val di Taro · Busseto · Calestano · Collecchio · Colorno · Compiano · Corniglio · Felino · Fidenza · Fontanellato · Fontevivo · Fornovo di Taro · Langhirano · Lesignano de' Bagni · Medesano · Mezzani · Monchio delle Corti · Montechiarugolo · Neviano degli Arduini · Noceto · Palanzano · Parma · Pellegrino Parmense · Polesine Parmense · Roccabianca · Sala Baganza · Salsomaggiore Terme · San Secondo Parmense · Sissa Trecasali · Solignano · Soragna · Sorbolo · Terenzo · Tizzano Val Parma · Tornolo · Torrile · Traversetolo · Valmozzola · Varano de' Melegari · Varsi · Zibello
- Gemeinsame Normdatei: 7662016-5
- MusicBrainz: f370e93c-e3a0-41d8-84f2-0f025771b4ec
- Virtual International Authority File: 248321021